# 神田孝夫
神田孝夫（かんだ たかお、1937年6月3日 - ）は、日本の法学者（民法）、弁護士。学位は、法学博士（北海道大学・論文博士・1989年）。小樽商科大学名誉教授、元北海学園大学大学院法務研究科教授。北海道斜里郡斜里町出身。

## 来歴
- 1956年（昭和31年）北海道旭川北高等学校卒業
- 1961年（昭和36年）北海道大学法学部卒業。
川崎製鉄（現JFEスチール）入社
- 1962年（昭和37年）同社退社
- 1966年（昭和41年）北海道大学大学院法学研究科修了（指導教授:山畠正男）。
北海道大学法学部助手
- 1969年（昭和44年）小樽商科大学短期大学部講師。
- 1970年（昭和45年）小樽商科大学短期大学部助教授
- 1979年（昭和54年）小樽商科大学商学部主事
- 1984年（昭和59年）小樽商科大学商学部教授
- 1989年（平成元年）「不法行為責任の研究　責任主体論を中心に」で北海道大学より法学博士の学位を受ける[3]
- 1993年（平成5年）小樽商科大学大学院商学研究科教授。
- 2001年（平成13年）小樽商科大学停年退官[4]。同名誉教授。札幌大学法学部教授・同大学院法学研究科教授
- 2005年（平成17年）札幌大学退職。
北海学園大学大学院法務研究科教授。
- 2009年（平成21年）北海学園大学退職。
北海学園大学大学院法務研究科非常勤講師（ - 2010年）。
- 2010年（平成22年）弁護士登録
- 2017年（平成29年）秋の叙勲で瑞宝中綬章を受章[5][6]。

## エピソード
- 栗本慎一郎著『間違いだらけの大学選び』の小樽商科大学の頁で、商法の青竹正一（後に千葉大学に転出）と並ぶ法律学の看板教授として評価されていた[7]。学部ゼミのゼミ出身者に池田清治などがいる。

## 業績
- 『使用者責任』（一粒社、1978年初版/1998年新版）
- 『教材民法判例』（共著、北海道大学図書刊行会、1983年）
- 『不法行為責任の研究』（一粒社、1988年）
- 『民法〈4〉契約・事務管理・不当利得（改訂版）』（有斐閣新書、1990年）
- 『論評ないし意見表明による名誉毀損と免責事由』（札幌法学、2003年）[8]

などがある。